# 通安州
通安州，元朝时设置的州。
至元十四年（1277年）改大理国三赕置，治所在今云南省丽江纳西族自治县，属麗江路軍民宣撫司。清朝时废。